# Michel Kerguélen
Michel Francois-Jacques Kerguélen fue un botánico, agrostólogo, agrónomo francés ( 1928 - 1999) creador del índice sinonímico de la flora de Francia.

## Biografía
De Bretón, su familia era aborigen de Brasparts en el Finistère, se apasiona desde la infancia por la botánica. Ingeniero de INA Paris en 1947, licenciado en Ciencias, entra al Instituto Nacional de Investigación Agronómica, INRA, en 1950 y trabaja en Ruan sobre plantas forrajeras.
En 1969, es director del Servicio de Identificación en la Estación Nacional de Ensayos de Simientes de La Minière, Versalles. Se especializa en Poaceae (gramíneas y en sistemática botánica.
Trabaja en particular en la difícil taxonomía del género Festuca por el cual propone un cierto número de nuevas especies.
En 1993 publica el índice sinonímico de la flora de Francia que devendrá accesible en Internet, en 1998.
Luego de su deceso en 1999, su actualización se confía al Museo Nacional de Historia Natural de Francia, en París en la Asociación Tela Botanica.

## Obra
- Les Graminaceae (Poaceae) de la flore française. Essai de mise au point taxonomique et nomenclaturale Lejeunia nouvelle série, t 75, 1975, pp 1-343
- Índice de Kerguélen en el sitio de INRA

## Fuente
- Benoit Dayrat. 2003. Los Botánicos y la Flora de Francia. Tres siglos de descubrimientos Publicaciones científicas del Museo Nacional de Historia Natural de Francia, colección archivos 690 pp. ISBN 2-85653-548-8

- La abreviatura «Kerguélen» se emplea para indicar a Michel Kerguélen como autoridad en la descripción y clasificación científica de los vegetales.[1]